# Полярные экспедиции

## Арктика
| Годы        | Принятое название                                                                 | Страна              | Заявленная цель экспедиции                                                         | Фактические достижения | Ключевые персоны | Ключевые суда                                                              |
| ----------- | --------------------------------------------------------------------------------- | ------------------- | ---------------------------------------------------------------------------------- | --- | --- | -------------------------------------------------------------------------- |
|             |                                                                                   |                     |                                                                                    | | |                                                                            |
| 1733-1743   | Двинско-Обский отряд Великой Северной экспедиции                                  | Флаг России         | побережье Северного Ледовитого океана                                              | | Муравьев, Степан Воинович Павлов, Михаил Степанович Малыгин, Степан Гаврилович Скуратов, Алексей Иванович Сухотин, Иван Михайлович | кочи «Экспедицион» и «Обь»                                                 |
| 1733-1743   | Обско-Енисейский отряд Великой Северной экспедиции                                | Флаг России         | побережье Северного Ледовитого океана                                              | | Овцын, Дмитрий Леонтьевич Минин, Федор Алексеевич Стерлегов, Дмитрий Васильевич | дубель-шлюпка «Тобол» и бот «Обь-Почтальон»                                |
| 1733-1743   | Ленско-Енисейский отряд Великой Северной экспедиции                               | Флаг России         | побережье Северного Ледовитого океана                                              | | Челюскин, Семён Иванович Прончищев, Василий Васильевич Лаптев, Харитон Прокофьевич | дубель-шлюпка «Якутск»                                                     |
| 1733-1743   | Ленско-Колымский отряд Великой Северной экспедиции                                | Флаг России         | побережье Северного Ледовитого океана                                              | | Лаптев, Дмитрий Яковлевич Лассениус, Петр | дубель-шлюпка «Иркутск»                                                    |
| 1733-1743   | Отряд Беринга—Чирикова Великой Северной экспедиции                                | Флаг России         | Камчатка                                                                           | | Беринг Чириков | пакетботы «Святой Пётр» и «Святой Павел»                                   |
| 1733-1743   | Южный отряд Великой Северной экспедиции                                           | Флаг России         | Курильские острова                                                                 | | Шпанберг, Мартын Петрович Вальтон, Вильям | бригантина «Архангел Михаил», дубель-шлюп «Надежда» и бот «Святой Гавриил» |
| 1765, 1766  | "Секретные экспедиции"                                                            | Флаг России         | Переход через Северный полюс к Камчатке.                                           | Шпицберген 80° 26’ и 80° 26’ северной широты соотв.                                                                                    | Чичагов, Василий Яковлевич капитан 2-го ранга Никифор Панов капитан-лейтенант Василий Бабаев | Суда специальной постройки "Чичагов", бригантина "Панов" и "Бабаев"        |
| 1845-1847   | Экспедиция Франклина (1845—1847)                                                  | Флаг Великобритании | Северо-Западный проход                                                             | | Франклин, Джон | «Эребус» и «Террор»                                                        |
| 1852        |                                                                                   | Флаг Великобритании | Поиск Франклина                                                                    | Гренландия | Инглфилд, Эдуард Август | «Изабель»                                                                  |
| 1875        | Первое плавание на «Пандоре»                                                      | Флаг Великобритании | Северо-Западный проход                                                             | | Юнг, Ален Уильям | «Пандора»                                                                  |
| 1875 — 1876 | Британская арктическая экспедиция                                                 | Флаг Великобритании | Северный полюс                                                                     | Гренландия, Остров Элсмир | Джордж Нэрс | «Алерт», «Дискавери»                                                       |
| 1876        | Второе плавание на «Пандоре»                                                      | Флаг Великобритании | Северо-Западный проход                                                             | Гренландия | Юнг, Ален Уильям | «Пандора»                                                                  |
| 1878-1879   |                                                                                   | Флаг Швеции         | Северный морской путь                                                              | Северный морской путь | Норденшельд, Адольф Эрик Паландер, Луис | Vega (паровой барк)                                                        |
| 1879-1881   | Экспедиция Беннетта                                                               | Флаг США            | Поиск Норденшельда, затем Северный полюс                                           | острова Де-Лонга Геральд (остров) | Де Лонг, Джордж Вашингтон Мельвилль, Джордж Уоллес | «Жаннетта»                                                                 |
| 1880        |                                                                                   | Флаг Великобритании | Земля Франца-Иосифа                                                                | Земля Франца-Иосифа | Ли Смит, Бенджамин | «Эйра»                                                                     |
| 1881        |                                                                                   | Флаг Великобритании | Земля Франца-Иосифа                                                                | Земля Франца-Иосифа | Ли Смит, Бенджамин | «Эйра»                                                                     |
| 1881-1884   | Арктическая экспедиция Грили (1881—1884)                                          | Флаг США            | Канадский арктический архипелаг, залив Леди Франклин                               | Канадский арктический архипелаг, залив Леди Франклин                                                                                   | Грили, Адольф Вашингтон | «Протеус»                                                                  |
| 1882-1883   |                                                                                   | Флаг США            | Поиск Де Лонг, Джордж Вашингтон                                                    | Найден | Мелвилл, Джордж |                                                                            |
| 1886        | Первая гренландская экспедиция Пири                                               | Флаг США            | Гренландия                                                                         | Гренландия | Пири, Роберт Эдвин |                                                                            |
| 1888        | Гренландская экспедиция Нансена                                                   | Флаг Норвегии       | Гренландия                                                                         | Гренландия | Нансен, Фритьоф Свердруп, Отто |                                                                            |
| 1894-1897   | Экспедиция Джексона-Хармсворта                                                    | Флаг Великобритании | Земля Франца-Иосифа                                                                | Земля Франца-Иосифа | Джексон, Фредерик Брюс, Уильям Спирс | «Виндвард»                                                                 |
| 1891-1892   | Вторая гренландская экспедиция Пири                                               | Флаг США            | Гренландия                                                                         | Гренландия | Пири, Роберт Эдвин Болдуин, Эвелин Бриггс |                                                                            |
| 1893-1894   | Третья гренландская экспедиция Пири                                               | Флаг США            | Гренландия                                                                         | Гренландия | Пири, Роберт Эдвин |                                                                            |
| 1893-1896   | Норвежская полярная экспедиция (1893—1896)                                        | Флаг Норвегии       | Северный полюс                                                                     | Земля Франца-Иосифа | Нансен, Фритьоф Йохансен, Ялмар Свердруп, Отто | Фрам                                                                       |
| 1898        |                                                                                   | Флаг Великобритании | Новая Земля, Баренцево море                                                        | Новая Земля, Баренцево море | Брюс, Уильям Спирс | «Бленкатра»                                                                |
| 1898        |                                                                                   | Флаг Монако         | Шпицберген                                                                         | Шпицберген | Брюс, Уильям Спирс Альбер I (князь Монако) | «Присесс Элис»                                                             |
| 1898-1906   | Мурманская научно-промысловая экспедиция                                          | Флаг России         | Баренцево море                                                                     | Баренцево море | Книпович, Николай Михайлович, Брейтфус, Леонид Львович | Андрей Первозванный (судно)                                                |
| 1898-1904   | Первая гидрографическая экспедиция Северного Ледовитого океана                    | Флаг России         | Северный морской путь                                                              | Северный морской путь | Вилькицкий, Андрей Ипполитович Варнек, Александр Иванович Дриженко, Фёдор Кириллович | Пахтусов (судно)                                                           |
| 1899        |                                                                                   | Флаг Монако         | Шпицберген                                                                         | Шпицберген | Брюс, Уильям Спирс Альбер I (князь Монако) | «Присесс Элис»                                                             |
| 1898        |                                                                                   | Флаг США            |                                                                                    | Земля Франца-Иосифа | Уэллман, Уолтер Болдуин, Эвелин Бриггс | «Фритьоф»                                                                  |
| 1898—1902   | Норвежская арктическая экспедиция 1898—1902 гг.                                   | Флаг Норвегии       | Гренландия                                                                         | Канадский Арктический архипелаг | Свердруп, Отто | Фрам                                                                       |
| 1898-1902   | Четвёртая гренландская экспедиция Пири                                            | Флаг США            | Гренландия                                                                         | Гренландия Моррис-Джесуп (мыс) Элсмир                                                                                                  | Пири, Роберт Эдвин |                                                                            |
| 1899-1900   |                                                                                   | Флаг Италии         | Северный полюс                                                                     | Земля Франца-Иосифа | Луиджи Амедео (принц Савойский и герцог Абруццкий) Каньи, Умберто | «Стелла Поларе»                                                            |
| 1900-1902   | Русская полярная экспедиция                                                       | Флаг России         | Карское море Восточно-Сибирское море Земля Санникова                               | Исследован Остров Беннетта | Толль, Эдуард Васильевич Колчак, Александр Васильевич Коломейцев, Николай Николаевич Матисен, Фёдор Андреевич Зееберг, Фридрих Георгиевич Бялыницкий-Бируля, Алексей Андреевич Вальтер, Герман Эдуардович Воллосович, Константин Адамович | Заря (шхуна)                                                               |
| 1901-1902   | Полярная экспедиция Болдуина-Циглера                                              | Флаг США            | Северный полюс                                                                     | Земля Франца-Иосифа | Болдуин, Эвелин Бриггс | «Америка»                                                                  |
| 1903        | Спасательная экспедиция А. В. Колчака                                             | Флаг России         | Море Лаптевых Восточно-Сибирское море                                              | Исследован Остров Беннетта | Колчак, Александр Васильевич Бегичев, Никифор Алексеевич Железников, Василий Александрович | вельбот                                                                    |
| 1903-1905   | Полярная экспедиция Циглера                                                       | Флаг США            | Северный полюс                                                                     | Земля Франца-Иосифа | Фиала, Энтони | «Америка»                                                                  |
| 1904-1905   | Спасательная экспедиция Циглера                                                   | Флаг США            | Земля Франца-Иосифа                                                                | Земля Франца-Иосифа | Чамп, Уильям | «Фритьоф» Terra Nova (судно)                                               |
| 1903-1906   | Первая экспедиция Амундсена                                                       | Флаг Норвегии       | Северо-западный проход, Северный магнитный полюс                                   | Северо-западный проход | Амундсен Хансен, Хельмер Линдстрём, Адольф Хенрик | Йоа (яхта)                                                                 |
| 1905-       | Северная морская экспедиция Министерства путей сообщения на реку Енисей           | Флаг России         | Енисейская губа                                                                    | | Неелов, Александр Иванович, П. А. Синицын |                                                                            |
| 1905-1906   | Первая полярная экспедиция Пири                                                   | Флаг США            | Северный полюс                                                                     | Мифическая Земля Крокера | Пири, Роберт Эдвин | «Рузвельт»                                                                 |
| 1907        |                                                                                   | Флаг Великобритании | Шпицберген                                                                         | Шпицберген | Брюс, Уильям Спирс |                                                                            |
| 1907-1908   |                                                                                   | Флаг Германии       | Шпицберген                                                                         | Шпицберген | Лернер, Теодор |                                                                            |
| 1908-1909   | Вторая полярная экспедиция Пири                                                   | Флаг США            | Северный полюс                                                                     | Северный полюс | Пири, Роберт Эдвин | «Рузвельт»                                                                 |
| 1908        |                                                                                   | Флаг Норвегии       | Шпицберген                                                                         | Шпицберген | Гуль, Адольф |                                                                            |
| 1909        |                                                                                   | Флаг Норвегии       | Шпицберген                                                                         | Шпицберген | Исаксен, Гуннар |                                                                            |
| 1910-1915   | Вторая Гидрографическая экспедиция Северного Ледовитого океана (1910-1915)        | Флаг России         | Северный морской путь Поиск Г. Л. Брусилова и В. А. Русанова                       | Северная Земля Малый Таймыр Остров Старокадомского Острова Жохова                                                                      | Сергеев, Иван Семёнович Вилькицкий, Борис Андреевич Новопашенный, Пётр Алексеевич Александров, Дмитрий Николаевич | Таймыр (ледокол, 1909) Вайгач (ледокол, 1909)                              |
| 1912        | Экспедиция Русанова                                                               | Флаг России         |                                                                                    | | Русанов, Владимир Александрович Кучин, Александр Степанович | Геркулес (моторная шхуна)                                                  |
| 1912-1914   | Экспедиция Седова                                                                 | Флаг России         | Северный полюс                                                                     | Новая Земля | Седов, Георгий Яковлевич Визе, Владимир Юльевич Захаров, Николай Петрович Пинегин, Николай Васильевич Павлов, Михаил Алексеевич | Святой мученик Фока (шхуна)                                                |
| 1912-1914   | Экспедиция Брусилова                                                              | Флаг России         | Северный морской путь                                                              | Земля Франца-Иосифа | Брусилов, Георгий Львович Альбанов, Валериан Иванович Конрад, Александр Эдуардович | Святая Анна (паровая шхуна)                                                |
| 1913        | Экспедиция к Земле Крокера                                                        | Флаг США            | Земля Крокера                                                                      | Гренландия | Мак-Миллан, Дональд Бакстер | «Диана» «Эрик»                                                             |
| 1913-1916   | Канадская арктическая экспедиция (1913—1916)                                      | Флаг Канады         | Острова Королевы Елизаветы                                                         | | Стефансон, Вильялмур Андерсон, Рудольф Мартин | «Карлук»                                                                   |
| 1914-1915   |                                                                                   | Флаг России         | Поиск Г. Л. Брусилова, Г. Я. Седова и В. А. Русанова                               | Земля Франца-Иосифа | Ислямов, Исхак Ибрагимович Свердруп, Отто Нагурский, Ян Иосифович | Эклипс (барк) Печора (пароход) Герта (шхуна) Андромеда (паровая шхуна)     |
| 1918—1925   |                                                                                   | Флаг Норвегии       | Северный полюс                                                                     | Северный морской путь Восточно-Сибирское море                                                                                          | Амундсен, Руаль Вистинг, Оскар | Мод (корабль)                                                              |
| 1937-1938   | Воздушная высокоширотная экспедиция «Север» Дрейфующая станция «Северный полюс-1» | Флаг СССР           | Достижение точки СП по воздуху. Дрейф научной станции в районе СП.                 | Первая посадка воздушного судна на северном полюсе. Дрейф от северного полюса к Гренландии.                                            | Шмидт, Отто Юльевич Шевелёв, Марк Иванович Водопьянов, Михаил Васильевич Папанин, Иван Дмитриевич Фёдоров, Евгений Константинович Кренкель, Эрнст Теодорович Ширшов, Петр Петрович                                                        | Самолёты АНТ-6, Р-6 Ледокол "Таймыр" Ледокол "Мурман"                      |
| 1977        | Экспедиция ледокола «Арктика»                                                     | Флаг СССР           | Северный полюс                                                                     | Первое достижение Северного полюса кораблём в надводном положении                                                                      | Гуженко, Тимофей Борисович Игнатюк, Владимир Адамович Чубаков, Кирилл Николаевич Кучиев, Юрий Сергеевич Романов, Илья Павлович | Атомный ледокол «Арктика»                                                  |
| 1979        | Лыжная экспедиция Дмитрия Шпаро                                                   | Флаг СССР           | Северный полюс                                                                     | Первое достижение Северного полюса на лыжах.                                                                                           | Шпаро, Дмитрий Игоревич Хмелевский, Юрий Леденев, Владимир Давыдов, Вадим Мельников, Анатолий Рахманов, Владимир Шишкарёв, Василий | Лыжи                                                                       |
| 1982-1983   | Советская Россия (полярная экспедиция)                                            | Флаг СССР           | побережье Северного Ледовитого океана: Уэлен, Чокурдах, Хатанга, Амдерма, Мурманск | Самый длительный переход на собачьих упряжках в истории арктических путешествий                                                        | Сергей Александрович Соловьёв Ардеев, Филипп Никитич Борисихин, Юрий Сергеевич Карпов, Владимир Константинович Рыбин, Владимир Александрович Смолин, Павел Петрович                                                                       | Ездовые собаки                                                             |
| 1987        | Экспедиция ледокола «Сибирь»                                                      | Флаг СССР           | Эвакуация СП-27 Организация СП-29                                                  | Северный полюс Второе достижение Северного полюса кораблём в надводном плавании. Эвакуация СП-27 Организация СП-29                     | Чилингаров, Артур Николаевич Вибах, Зигфрид Адольфович | Атомный ледокол «Сибирь»                                                   |
| 2015        | Полярная экспедиция «Картеш»                                                      | Флаг России         | Мурманск – остров Вайгач – Архипелаг Новая Земля – полуостров Ямал                 | Мониторинг состояния морских и прибрежных экосистем, изучение миграций морских млекопитающих в районах Новой Земли и полуострова Ямал. | Бедаш Сергей Николаевич, Амелин Ярослав Александрович, Андрей Ермаков, Евгения Мельникова, Владимир Чава, Александр Терехов и др | НИС «Картеш»                                                               |
|             |                                                                                   |                     |                                                                                    | | |                                                                            |

## Антарктика
- Index to Antarctic Expeditions сompiled by the Library of the Scott Polar Research Institute  (англ.)

| Годы      | Принятое название                                  | Страна              | Заявленная цель экспедиции                       | Фактические достижения | Ключевые персоны                                         | Ключевые суда      |
| --------- | -------------------------------------------------- | ------------------- | ------------------------------------------------ | --- | -------------------------------------------------------- | ------------------ |
|           |                                                    |                     |                                                  | |                                                          |                    |
| 1819-1821 | Первая русская антарктическая экспедиция           | Флаг России         | Открытие шестого континента - Антарктиды         | Открытие Антарктиды в точке 69° 21' 28" ю. ш. и 2° 14' 50" з. д (шельфовый ледник Беллинсгаузена)                             | Беллинсгаузен, Фаддей Фаддеевич Лазарев, Михаил Петрович | Восток Мирный      |
| 1892-1893 | Китобойная экспедиция Данди                        | Флаг Великобритании | Антарктида                                       | остров Данди | Брюс, Уильям Спирс Робертсон, Томас                      |                    |
| 1901-1904 | Британская национальная антарктическая экспедиция  | Флаг Великобритании | Антарктида                                       | Остров Росса, Достижение 82°17' ю.ш.                                                                                          | Скотт, Роберт Эрнест Шеклтон Уилсон, Эдвард Адриан       | Дискавери          |
| 1902-1904 | Шотландская национальная антарктическая экспедиция | Флаг Великобритании | Антарктида                                       | Антарктида | Брюс, Уильям Спирс Робертсон, Томас                      | Scotia (судно)     |
| 1910-1912 | Третья экспедиция «Фрама»                          | Флаг Норвегии       | Южный полюс                                      | Южный полюс. Впервые в истории достигли Южного полюса, пробыв там с 14 по 17 декабря 1911 г.                                  | Амундсен, Руаль Вистинг, Оскар                           | Фрам               |
| 1910-1913 | Британская национальная антарктическая экспедиция  | Флаг Великобритании | Южный полюс                                      | Южный полюс. Пять членов группы, включая начальника экспедиции, погибли около 30 марта 1912 г. после достижения Южного полюса | Скотт, Роберт Уилсон, Эдвард Адриан                      | Terra Nova (судно) |
| 1911-1912 | Японская антарктическая экспедиция                 | Флаг Японии         | Антарктида                                       | Земля Эдуарда VII | Нобу Сирасэ                                              | Кайнан-мару        |
| 1911-1914 | Австралазийская антарктическая экспедиция          | Флаг Великобритании | Антарктида                                       | Земля Георга V | Моусон, Дуглас Хёрли, Фрэнк                              | Aurora (судно)     |
| 1911-1913 | Вторая германская антарктическая экспедиция        | Флаг Германии       | Антарктида. Попытка пересечения всего континента | Побережье Моря Уэдделла | Фильхнер, Вильгельм                                      | Дойчланд           |
| 1914-1917 | Имперская трансантарктическая экспедиция           | Флаг Великобритании | Антарктида, пересечение всего континента         | Море Уэдделла, Море Росса | Эрнест Шеклтон, Энеас Макинтош                           | Эндьюранс, Аврора  |
|           |                                                    |                     |                                                  | |                                                          |                    |